# Sunrise at Campobello
Sunrise at Campobello (bra Dez Passos Imortais) é um filme norte-americano de 1960, do gênero biografia, dirigido por Vincent J. Donehue e estrelado por Ralph Bellamy e Greer Garson.

## Notas de produção

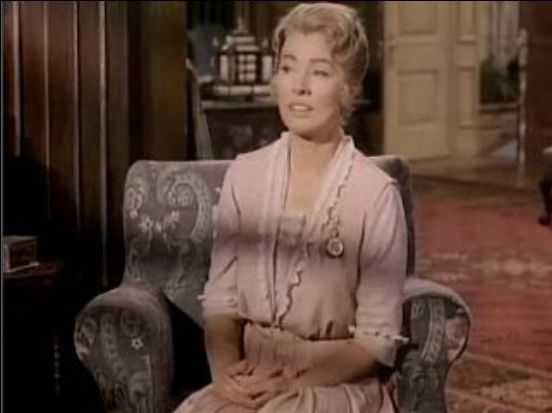
Greer Garson, como Eleanor Roosevelt, no trailer de Sunrise at Campobello.

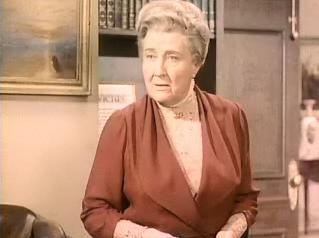
Ann Shoemaker em cena do trailer do filme.

## Sinopse

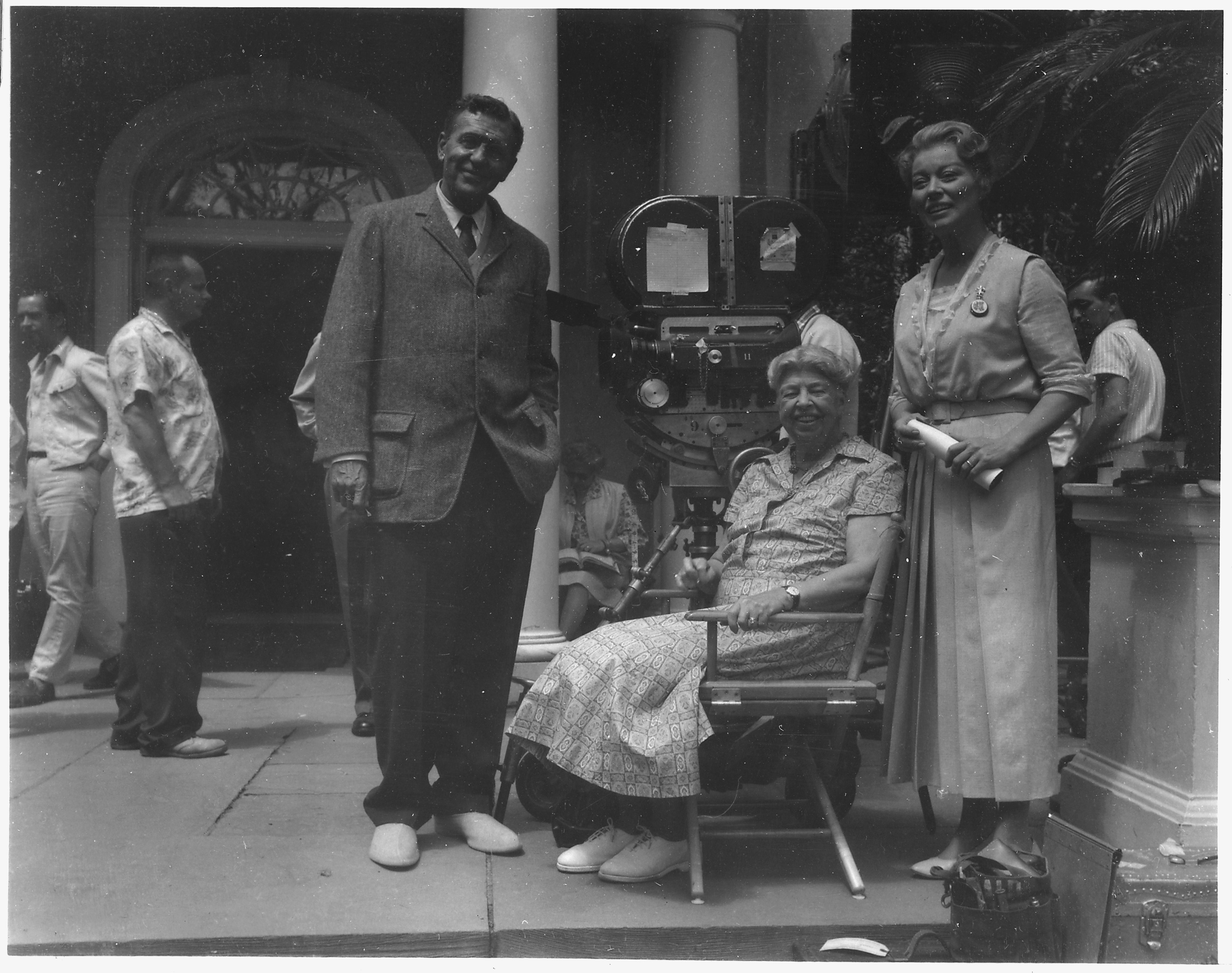
Eleanor Roosevelt (sentada) visita o set das filmagens, no Hyde Park. À esquerda, Ralph Bellamy, e à direita, Greer Garson.